# Ryki (województwo mazowieckie)
Ryki – wieś sołecka w Polsce położona w województwie mazowieckim, w powiecie białobrzeskim, w gminie Stara Błotnica.
Prywatna wieś szlachecka, położona była w drugiej połowie XVI wieku w powiecie radomskim województwa sandomierskiego. W latach 1975–1998 miejscowość położona była w województwie radomskim.
Wierni Kościoła rzymskokatolickiego należą do parafii Narodzenia Najświętszej Maryi Panny w Starej Błotnicy. 